# TU (バンド)
TU（ティー・ユー）は、キング・クリムゾンのメンバーであるトレイ・ガンとパット・マステロットによって2002年に結成されたバンドである。彼らは2003年に1枚の同名アルバムをリリースした。
彼らはトゥールが行った、アルバム『10,000デイズ』に伴うツアーのうちの数日でオープニング・アクトを務めた。

## ディスコグラフィ

### アルバム
- Thunderbird Suite (2002年) ※Rhythm Buddies名義
- TU (2003年)
- Official Bootleg (2004年)
- Live in Russia (2011年)